# Faune en Estonie
L'Estonie est un petit pays fortement boisé situé sur les rives de la mer Baltique. Il appartient à l'écozone du Paléarctique (étant une zone de transition entre les régions du Paléarctique occidental et d'Europe-Sibérie) et à l'écorégion marine tempérée de l'Atlantique Nord. 
Phytogéographiquement, l'Estonie est partagée entre les zones d'Europe centrale et d'Europe de l'Est de la région circumboréale au sein de la région arctique. Selon le WWF, l'Estonie appartient à l'écorégion des forêts mixtes sarmatiques. 
La faible densité humaine et les vastes zones forestières de l'Estonie ont permis aux stocks de lynx européen, de sanglier, d'ours brun et d'élans de se maintenir. On pense que l'Estonie compte une population d'environ 200 loups, ce qui est considéré comme légèrement supérieur à la fourchette optimale de 100  à   200 individus. L'avifaune estonienne comporte des oiseaux marins rares comme l'eider de Steller (Polysticta stelleri), l'oie à front blanc (Anser erythropus) et la barge à queue noire (Limosa limosa). Les oiseaux de zones humides comme la grande bécassine (Gallinago media) sont aussi représentés, tout comme des oiseaux de milieux secs comme le râle des genêts (Crex crex) et le galet d'Europe (Coracias garrulus) ou encore de grands rapaces comme l'aigle tacheté (Aquila clanga). L'Estonie possède cinq parcs nationaux, dont le parc national de Lahemaa, sur la côte nord. Le parc national de Soomaa, entre Pärnu et Viljandi, est connu pour ses zones humides. Les réserves telles que la réserve ornithologique de la baie de Käina et le parc national de Matsalu (une zone humide d'importance internationale en vertu de la convention de Ramsar) comportent également une grande variété d'oiseaux.  

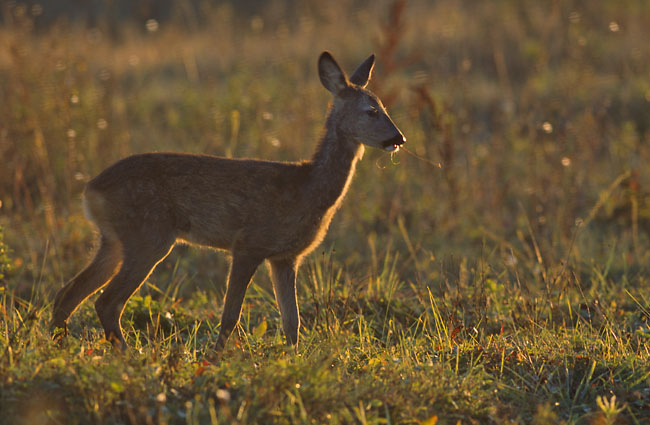
Le chevreuil est l'ongulé le plus commun d'Estonie.

## Vertébrés
Les plus grandes populations d'ours se trouvent dans le nord-est de l'Estonie dans les comtés d'Ida et de Lääne Viru. Le nombre d'ours, de lynx et de loups a souffert pendant l'occupation soviétique car les animaux étaient chassés. Après leur protection, le nombre de grands carnivores a atteint un sommet au début des années 1990 mais il a depuis légèrement diminué en raison de l'augmentation de la pression de la chasse. En 2008, l'Estonie abritait environ 620 ours bruns, 760 lynx et 135 loups. En 2010, les grands ongulés comprenaient 48 040 chevreuils (contre 63 000 en 2009), 11 741 élans, 2 831 cerfs élaphes et 22 642 sangliers.
Les populations ornithologiques comprennent des aigles royaux et des cigognes blanches. Le pays compte une douzaine de parcs nationaux et d'aires protégées, dont le parc national de Lahemaa (le plus grand parc du pays, sur la côte nord). Le parc national de Soomaa, près de Pärnu, est connu pour ses zones humides anciennes. Les réserves telles que la réserve ornithologique de la baie de Käina et la réserve naturelle de Matsalu (une zone humide d'importance internationale en vertu de la convention de Ramsar) comportent une très grande variété d'oiseaux.

## Invertébrés
Le tableau suivant donne un aperçu du nombre d'espèces de groupes d'invertébrés.
| Groupe         | Espèces connues | Nombre estimé d'espèces |
| -------------- | --------------- | ----------------------- |
| Amiboïdes      | 68              | 140                     |
| Flagellés      | 89              | 200                     |
| Apicomplexa    | 13              | 50                      |
| Ciliophora     | 176             | 300                     |
| Éponges        | 3               | 6                       |
| Hydrozoa       | 5               | 8                       |
| Scyphozoaires  | 3               | 3                       |
| Turbellaria    | 55              | 200                     |
| Monogenea      | 73              | 40                      |
| Digenea        | 110             | 130                     |
| Vers de ruban  | 106             | 130                     |
| Gastrotricha   | 6               | 40                      |
| Rotatoria      | 230             | 500                     |
| Nematoda       | 200             | 500                     |
| Nematomorpha   | 1               | 5                       |
| Kinorhyncha    | 1               | 3                       |
| Acanthocephala | 14              | 40                      |
| Nemertea       | 4               | dix                     |
| Priapulida     | 1               | ?                       |
| Polychaeta     | 6               | ?                       |
| Oligochaeta    | 103             | 200                     |
| Bryozoa        | sept            | 15                      |
| Gastéropodes   | 74              | 80                      |
| Bivalves       | 62              | 70                      |
| Crustacés      | 326             | 356                     |
| Arachnides     | 786             | 2 055                   |
| Myriapodes     | 38              | 50                      |
| Tardigrades    | 1               | 50                      |
| Insectes       | ~ 10 000        | 20 000-21 000           |

## Voir également